# Селма Ърмак
Селма Ърмак (на турски: Selma Irmak) е турски политик от кюрдски произход от Партията на мира и демокрацията, излъчена от град Шърнак.

## Биография
Селма Ърмак е родена на 8 март 1971 г. в град Къзълтепе, вилает Мардин.

### Политическа кариера
Селма Ърмак е била съпредседател на Партията за демократичното общество. През октомври 2008 г. е осъдена на шест месеца лишаване от свобода. Наказанието на съда впоследствие се изменя с глоба от 5000 турски лири.
Избрана е за депутат на парламентарните избори през юни 2011 г. Тя е сред петте депутати, избрани директно от затвора, които не успяват да заемат местата си.
През 90-те години на 20 век тя прекара почти десет години в затвора по обвинения за членство в Работническата партия на Кюрдистан (ПКК).